# Carl Tanzler

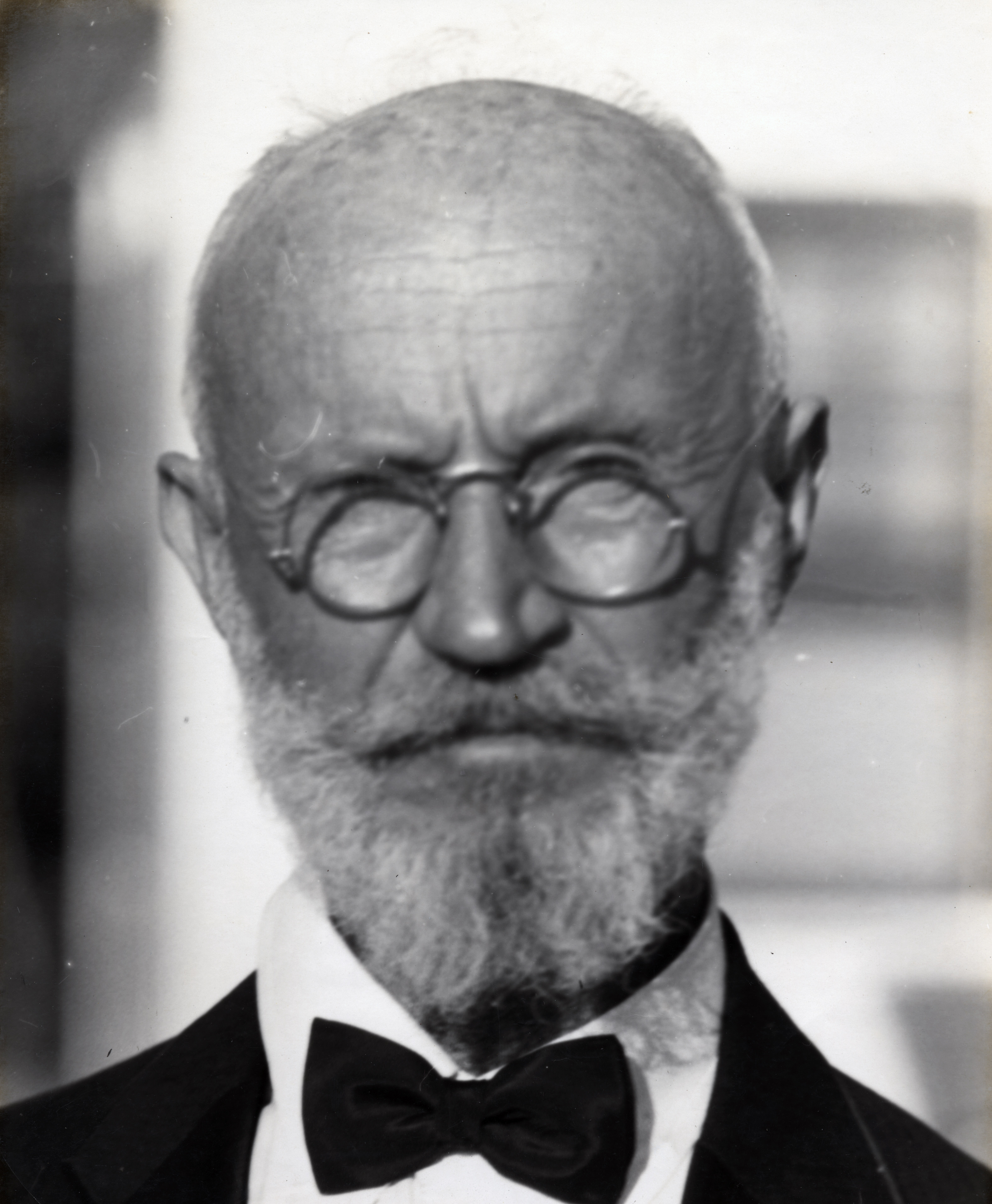
Carl Tanzler 1940

Carl Tanzler, född 8 februari 1877 i Dresden, död 23 juli 1952 i Tampa, var en tysk-amerikansk radiolog vid United States Marine Hospital i Key West. Han utvecklade en sjuklig besatthet av en ung tuberkulospatient, Elena Milagro "Helen" de Hoyos (1909–1931). 1933, nästan två år efter hennes död, tog Tanzler Hoyos lik från graven, och levde med det i sitt hem i sju år tills han blev upptäckt 1940.